# Station Basznia
Station Basznia is een spoorwegstation in de Poolse plaats Basznia Dolna/Basznia Górna.